# 日本社会学会
一般社団法人日本社会学会（にほんしゃかいがっかい、英: The Japan Sociological Society, JSS）は、日本の社会学者・研究者・院生(学部学生は準会員としてメンバーになれる)を対象とした学術組織、職能団体である。1924年（大正13年）創設。当学会は、日本学術会議の協力学術研究団体である。
現正会員数は、約3600名。政治学・経済学・心理学・教育学・文学など隣接分野を専攻する者や実務家も多く加盟し、社会学系では日本最大規模の会員を擁する学会となっている。
長く東京大学文学部社会学研究室に事務局を置き、同研究室所属の教員や院生自らが事務的作業に携わることが多い。典型的作業に関しては、ガリレオ社に委託している。

## 学会誌
学会機関誌は『社会学評論』（季刊）である。過去に何度か名称が変更されており、『社会学雑誌』（1924-30）、『季刊社会学』(1931-32)、『年報社会学』(1933-43)、『社会学研究』(1944, 47-49)を経て、1950年から『社会学評論』（季刊）に名称変更されて現在に至る。また、研究成果の国際的な情報発信を目的として、The International Journal of Japanese Sociology（略称"IJJS"）が年1回発行されている。
社会学理論や社会統計学を通して、社会階層、社会意識等の社会現象を説明することを目的とする。社会心理学や、教育社会学、政治学、計量経済学の手法が援用されることも多く、文化、労働、政治、地域研究、社会調査などの隣接分野も含めた社会学分野全般を取り扱う。

## 大会
学会大会は年に一回（10月下旬頃が目安）行われる。関東都市圏の大学を開催校にする年と、それ以外の地域の大学を開催学校とする年とで交互に開催されている。
第84回大会（2011年度）以降は、自由報告においてゆるやかな査読を行い、水準に達しない報告を却下することとした。

## 歴代会長
過去の会長は以下の通りである。
- 戸田貞三
- 林惠海
- 臼井二尚
- 新明正道（1957-1958）[6]
- 有賀喜左衛門
- 武田良三
- 小山隆
- 福武直
- 阿閉吉男
- 尾高邦雄[7]
- 内藤莞爾[8]
- 中野卓[9]
- 青井和夫[10]
- 作田啓一[11]
- 森岡清美[12]
- 田原音和（1991-1992）（在任中死去）[13]
- 綿貫譲治（1992-1994）[13]
- 吉田民人[14]
- 蓮見音彦[15]
- 塩原勉[16]
- 細谷昂[17]
- 井上俊（2006-2009）
- 矢澤修次郎（2009-2012）
- 鳥越皓之（2012-2015）
- 盛山和夫（2015-2018）
- 町村敬志（2018-2021）[18]
- 伊藤公雄（2021-2023）[19]
- 佐藤嘉倫（2023-2025）[20]

## 日本社会学会奨励賞
日本社会学会奨励賞は日本社会学会会員の将来性に富む優れた研究業績を顕彰するために設置された学術賞である。論文の部と著書の部がある。過去の受賞者に、小熊英二、福間良明、天田城介、福永真弓、仁平典宏、金菱清、中村英代、加島卓などがいる。

## 関連事項
- 社会調査士